# Панкрушиха (Железнодорожный сельсовет)
Панкрушиха, посёлок Станция Панкрушиха — железнодорожная станция (тип населённого пункта) в Панкрушихинском районе Алтайского края России. Входит в состав Железнодорожного сельсовета.

## География
Панкрушиха расположена в северо-западной части края, примыкая к северной окраине посёлка Берёзовский, центра сельского поселения.
Климат
континентальный, средняя температура января составляет −18,7 °C, июля — 22 °C. Годовое количество атмосферных осадков — 465 мм.

## История
Возникла в 1961 году в связи со строительством железнодорожной станции на линии Карасук — Среднесибирская Западно-Сибирской железной дороги.

## Население
| 1997 | 1998 | 1999 | 2000 | 2001 | 2002 | 2003 |
| ---- | ---- | ---- | ---- | ---- | ---- | ---- |
| 344  | ↘321 | ↗327 | ↘313 | ↗323 | ↘317 | ↘311 |
| 2004 | 2005 | 2006 | 2007 | 2008 | 2009 | 2010 |
| ↘304 | ↘295 | ↘284 | ↗286 | ↘280 | ↘261 | ↘243 |
| 2011 | 2012 | 2013 |      |      |      |      |
| ↘241 | ↘184 | ↘150 |      |      |      |      |

Национальный состав
Согласно результатам переписи 2002 года, в национальной структуре населения русские составляли 94 %.

## Инфраструктура
Путевое хозяйство Западно-Сибирской железной дороги.
Администрация поселения, почтамт, школа.

## Транспорт
Панкрушиха доступна автомобильным и железнодорожным транспортом.
От станции идет автодорога межмуниципального значения «станция Панкрушиха — Зятьково — Борисовский» (идентификационный номер 01 ОП МЗ 01Н-3204).